# Tagyon
Tagyon là một thị trấn thuộc hạt Veszprém, Hungary. Thị trấn này có diện tích 2,76 km², dân số năm 2010 là 93 người, mật độ 34 người/km².